# Claude Reichman
Pour les articles homonymes, voir Reichman.
Claude Reichman est un homme politique français.

## Biographie
Dans les années 1970, il milite au Centre démocratie et progrès, dont il est secrétaire général de la fédération iséroise.
En 1996, il crée, avec Alain Dumait, adjoint au maire du 2e arrondissement de Paris, le Parti pour la liberté (PPL) dont il prend la présidence. Ce parti politique de tendance libérale est classé à la droite et à l'extrême droite par Laurent de Boissieu et considéré comme « proche de l'extrême droite » par Le Monde.
En 1998, il est, avec Alain Dumait, l'instigateur d'une pétition intitulée Le Manifeste pour l'entente à droite par laquelle il appelle la droite parlementaire à « engager un dialogue public avec le Front national, en vue de constituer une alternative de gouvernement ».
En 2013, il adhère, avec Christian Vanneste, Mike Borowski et Madi Seydi, à l'association « Contre-attaque » présidée par l'éditeur Jean Robin et qui « ambitionne d’incarner la “vraie droite” ».
En 2018, il est effectivement condamné à une peine de prison avec sursis par le tribunal correctionnel de Paris pour avoir incité des personnes via son association à quitter la Sécurité sociale.

## Ouvrages

### Essais
- La Révolution bleue est en marche, Éditions François-Xavier de Guibert, 2006
- Le Secret de la droite, Éd. François-Xavier de Guibert, 2003
- Une histoire de cœur, entretiens avec le professeur Christian Cabrol, Éd. Les Belles Lettres, 1999
- Gloire à nos princes, Éd. Les Belles Lettres, 1997
- Sécurité sociale, le vrai mal français, Éd. Les Belles Lettres, 1995
- La Révolution des termites, préface de Raymond Barre, Éd. Albatros, 1990[7]

### Théâtre
- Des choses merveilleuses (jouée au théâtre Fontaine à Paris)
- M. Dehors (jouée au théâtre des Mathurins à Paris)
- La Révolution des Termites (jouée au centre culturel Vavin à Paris)

- La Balance (1975)[8]

## Prix
- Prix Renaissance de l'économie 1996[9].